# Epicrocis anthracanthes
Epicrocis anthracanthes is een vlinder uit de familie snuitmotten (Pyralidae). De wetenschappelijke naam is voor het eerst geldig gepubliceerd in 1934 door Meyrick.
De soort komt voor in Europa.